# Indah Dewi Pertiwi
Indah Dewi Pertiwi (ur. 30 stycznia 1991 w Bogorze) – indonezyjska piosenkarka.
Jako piosenkarka debiutowała w 2010 r. albumem Hipnotis, który okazał się dużym sukcesem komercyjnym. Nagrania te sprzedały się w nakładzie 2 mln egzemplarzy. Rozgłos przyniósł jej singiel „Baru Aku Tahu Cinta Itu Apa”. W 2012 r. wydała swój drugi album solowy pt. Teman Terindah.
Przed rozpoczęciem kariery muzycznej zaczynała jako modelka w magazynach dla dorosłych (pod pseudonimem „Nell”).
Na swoim koncie ma szereg nagród: SCTV Music Awards 2011 (za album Hipnotis), Dahsyatnya Awards 2012 (kategoria: najlepsza wokalistka solowa) i Inbox Awards 2013 (za klip Teman Terindah).